# アスケラ (小惑星)
アスケラ (214 Aschera) は、小惑星帯に位置するE型小惑星の一つ。
1880年2月29日にオーストリアの天文学者、ヨハン・パリサがポーラ（現クロアチア領プーラ）で発見し、シドニア人の神話に登場する女神、アスケラにちなんで命名された。
2007年5月に日本でアスケラによる掩蔽が観測され、それまでの推定直径より大きい可能性が報告された。